# Ribellione di Stono
La ribellione di Stono (conosciuta anche come Cospirazione di Cato o Ribellione di Cato) fu una rivolta di schiavi iniziata il 9 settembre 1739, nella colonia della Carolina del Sud. Fu la più grande ribellione di schiavi nelle colonie meridionali, con 25 coloni e da 35 a 50 africani uccisi. La rivolta fu guidata da nativi africani che provenivano probabilmente dal Regno Centrafricano del Kongo, poiché i ribelli erano cattolici e alcuni parlavano il portoghese.
Il capo della ribellione, Jemmy, era uno schiavo letterato. In alcuni rapporti, tuttavia, viene chiamato "Cato", e probabilmente era tenuto dalla famiglia Cato, o Cater, che viveva vicino al fiume Ashley e a nord del fiume Stono. Guidò altri 20 congolesi ridotti in schiavitù, che potrebbero essere stati ex soldati, in una marcia armata a sud del fiume Stono. Erano diretti nella Florida spagnola, dove diversi proclami avevano promesso la libertà agli schiavi fuggitivi dal Nord America britannico.
Jemmy e il suo gruppo reclutarono quasi altri 60 schiavi e uccisero più di 20 bianchi prima di essere intercettati e sconfitti dalla milizia della Carolina del Sud vicino al fiume Edisto. I sopravvissuti viaggiarono per altri 50 km prima che la milizia li sconfiggesse definitivamente una settimana dopo. La maggior parte degli schiavi catturati furono giustiziati; i pochi sopravvissuti furono venduti ai mercati delle Indie occidentali. In risposta alla ribellione, l'Assemblea Generale approvò il Negro Act del 1740, che limitava le libertà degli schiavi ma migliorava le condizioni di lavoro e poneva una moratoria sull'importazione di nuovi schiavi.

## Cause

### Fattori locali
Dal 1708, la maggior parte della popolazione della colonia della Carolina del Sud era costituita da schiavi africani, poiché l'importazione di lavoratori dall'Africa era aumentata negli ultimi decenni con la domanda di lavoro per l'espansione della coltivazione del cotone e del riso e per l'esportazione di merci. La storica Ira Berlin l'ha chiamata Plantation Generation, notando che la Carolina del Sud era diventata una "società di schiavi", con la schiavitù al centro della sua economia. I piantatori acquistavano schiavi presi dall'Africa per soddisfare la crescente domanda di manodopera. La maggior parte degli schiavi erano neri africani. Molti nella Carolina del Sud provenivano dal Regno del Kongo, che si era convertito al cattolicesimo nel XV secolo. Numerosi schiavi erano stati venduti come schiavi nelle Indie occidentali, dove erano considerati "conditi" lavorando lì sotto schiavitù, prima di essere venduti alla Carolina del Sud.
Con l'aumento degli schiavi, i coloni cercarono di regolare i loro rapporti, ma in questo processo c'era sempre una trattativa. Gli schiavi resistevano scappando o avviando rallentamenti del lavoro e rivolte. A quel tempo, la Georgia era ancora una colonia tutta bianca, senza schiavitù. La Carolina del Sud lavorò con la Georgia per rafforzare i pattugliamenti a terra e nelle aree costiere per impedire ai fuggitivi di raggiungere la Florida spagnola. Nel caso Stono, gli schiavi potrebbero essere stati ispirati da diversi fattori per organizzare la loro ribellione. La Florida spagnola offriva la libertà agli schiavi fuggiti delle colonie meridionali; i successivi governatori della colonia avevano emesso proclami che offrivano la libertà agli schiavi fuggitivi in Florida in cambio della conversione al cattolicesimo e del servizio, per un certo periodo, nella milizia coloniale. Come linea di difesa per il più grande insediamento di St. Augustine della Florida spagnola, venne istituito, dal governo coloniale, l'insediamento di Fort Mose per ospitare gli schiavi fuggitivi che avevano raggiunto la colonia. Stono distava 240 km dal confine con la Florida.
Un'epidemia di malaria aveva da poco ucciso molti bianchi a Charleston, indebolendo il potere degli schiavisti. Gli storici hanno ipotizzato che gli schiavi avessero organizzato la loro rivolta per la domenica, quando i piantatori sarebbero stati occupati in chiesa e avrebbero potuto essere disarmati. Il Security Act del 1739 (che richiedeva a tutti i maschi bianchi di portare armi anche in chiesa la domenica) era stato approvato nell'agosto di quell'anno in risposta a precedenti fughe e ribellioni minori, ma non era entrato completamente in vigore. I funzionari locali erano stati autorizzati a infliggere sanzioni contro i bianchi che non avessero portato armi dopo il 29 settembre.

### Retroterra africano
Jemmy, il capo della rivolta, era uno schiavo alfabetizzato descritto in un racconto di un testimone oculare come "Angolano". Lo storico John K. Thornton ha notato che era più probabile che provenisse dal Regno del Kongo, così come il gruppo di 20 schiavi che si unirono a lui. Gli schiavi erano cattolici e alcuni parlavano portoghese, entrambi gli indizi indicando la loro provenienza dal Kongo. Una lunga relazione commerciale con i portoghesi aveva portato all'adozione del cattolicesimo e all'apprendimento della lingua portoghese in quel regno. I capi del Regno del Kongo si erano convertiti volontariamente nel 1491, seguiti dal loro popolo; nel XVIII secolo la religione era una parte fondamentale dell'identità dei suoi cittadini e la nazione aveva rapporti indipendenti con Roma. La schiavitù era presente nella regione ed era regolata dal Kongo.
Il portoghese era la lingua del commercio e una delle lingue delle persone istruite nel Kongo. Era più probabile che gli schiavi di lingua portoghese nella Carolina del Sud avessero appreso delle offerte di libertà degli agenti spagnoli. Sarebbero stati anche attratti dal cattolicesimo della Florida spagnola. All'inizio del XVIII secolo, il Kongo aveva subìto guerre civili, portando più persone a essere catturate e vendute come schiavi, compresi i soldati addestrati. È probabile che Jemmy e il suo gruppo di ribelli fossero dei militari, poiché combatterono duramente contro la milizia quando vennero catturati e furono in grado di uccidere 20 uomini.

## Eventi della rivolta
Domenica, 9 settembre 1739, Jemmy radunò 22 africani ridotti in schiavitù vicino al fiume Stono, 30 km a sud-ovest di Charleston. Mark M. Smith sostiene che agire il giorno dopo la festa della Natività di Maria collegava il loro passato cattolico con lo scopo presente, così come i simboli religiosi che usavano. Gli africani marciarono lungo la strada con uno striscione con su scritto "Libertà!" cantando la stessa parola all'unisono. Attaccarono il negozio di Hutchinson al ponte sul fiume Stono, uccidendo due negozianti e sequestrando armi e munizioni.
Innalzando una bandiera si diressero a sud verso la Florida spagnola, un noto rifugio per i fuggitivi. Lungo la strada raccolsero altre reclute, a volte riluttanti, fino a rasggiungere un numero di 81 uomini. Bruciarono sei piantagioni e uccisero da 23 a 28 bianchi lungo la strada. Mentre erano a cavallo, il Luogotenente Governatore della Carolina del Sud, William Bull e cinque dei suoi amici, si imbatterono nel gruppo e andarono rapidamente ad avvertire altri schiavisti. Radunando una milizia di piantatori e piccoli schiavisti, i coloni viaggiarono per affrontare Jemmy e i suoi seguaci.
Il giorno successivo, la milizia ben armata e a cavallo, raggiunse il gruppo di 76 schiavi al fiume Edisto. Nello scontro che ne seguì, 23 bianchi e 47 schiavi furono uccisi. Nonostante gli schiavi fossero stati sconfitti, uccisero proporzionalmente più bianchi di quanto non capitò nelle ribellioni successive. I coloni infilzarono su pali acuminati le teste mozzate dei ribelli, lungo le strade principali, per servire da monito per altri schiavi che avrebbero potuto prendere in considerazione la rivolta. Il luogotenente governatore assunse gli indiani Chickasaw e Catawba e altri schiavi per rintracciare e catturare gli africani fuggiti dalla battaglia. Un gruppo di schiavi fuggiti combatté una battaglia campale con una milizia una settimana dopo, a circa 50 km dal luogo del primo conflitto. I coloni giustiziarono la maggior parte dei ribelli e ne vendettero altri ai mercati delle Indie occidentali.

## Conseguenze
Nei due anni successivi, le rivolte degli schiavi si verificarono indipendentemente in Georgia e nella Carolina del Sud. I funzionari coloniali credevano che questi fossero stati ispirati dalla ribellione di Stono, ma gli storici ritengono che le condizioni di schiavitù, sempre più dure dall'inizio del XVIII secolo sotto le culture del riso e del cotone, fossero una causa sufficiente.
I piantatori decisero di sviluppare una popolazione di schiavi nativi, credendo che i lavoratori fossero più contenti se cresciuti in schiavitù. Attribuendo la ribellione agli africani recentemente importati, i piantatori decisero di interrompere l'importazione di nuovi schiavi. Emanarono una moratoria di 10 anni sull'importazione di schiavi attraverso il porto di Charleston. Quando, un decennio dopo, aprirono nuovamente il porto alla tratta internazionale degli schiavi, i piantatori importarono schiavi da aree diverse dalla regione del Congo-Angola.
Inoltre, il legislatore approvò il Negro Act del 1740 per rafforzare i controlli: richiedeva un rapporto di un bianco ogni dieci neri su qualsiasi piantagione. Proibiva agli schiavi di coltivare il proprio cibo, di riunirsi in gruppi, di guadagnare denaro o imparare a leggere. Nel mondo incerto della colonia, molte delle disposizioni di legge si basavano sul presupposto che i bianchi potessero giudicare efficacemente il carattere nero; per esempio, i bianchi avevano il potere di esaminare i neri che stavano viaggiando fuori da una piantagione senza lasciapassare e di agire.
Il legislatore operò anche per migliorare le condizioni di schiavitù al fine di evitare problemi; stabilì sanzioni per i padroni che richiedevano un lavoro eccessivo o che punivano brutalmente gli schiavi. Queste disposizioni erano difficili da applicare, poiché la legge non consentiva la testimonianza di schiavi contro i bianchi. Venne avviata anche una scuola per insegnare agli schiavi la dottrina cristiana. Allo stesso tempo, il legislatore cercò di impedire la manomissione degli schiavi, poiché i rappresentanti pensavano che la presenza di neri liberi nella colonia rendesse gli schiavi irrequieti. Richiedeva agli schiavisti di richiedere al legislatore l'autorizzazione per ogni caso di manomissione; in precedenza, le manomissioni potevano essere concesse privatamente. La Carolina del Sud mantenne queste restrizioni contro la manomissione fino all'abolizione della schiavitù dopo la guerra civile americana.

## Eredità
Il magazzino di Hutchinson, dove iniziò la rivolta, fu dichiarato monumento storico nazionale nel 1974. Nel sito è stato anche eretto un indicatore storico della Carolina del Sud.
Il testo del cippo recita:
La ribellione Stono, la più grande insurrezione di schiavi nel Nord America britannico, iniziò nelle vicinanze il 9 settembre 1739. Circa 20 africani fecero irruzione in un negozio vicino a Wallace Creek, un ramo del fiume Stono. Prendendo pistole e altre armi, uccisero due negozianti. I ribelli marciarono verso sud verso la libertà promessa nella Florida spagnola, sventolando bandiere, suonando tamburi e gridando "Libertà!"
(sul retro)
Ai ribelli si unirono da 40 a 60 altri schiavi durante la loro marcia di 24 chilometri. Uccisero almeno 20 bianchi, ma ne risparmiarono altri. La ribellione terminò nel tardo pomeriggio quando la milizia catturò i ribelli, uccidendone almeno 54. La maggior parte dei fuggitivi furono catturati e giustiziati; tutti quelli costretti a unirsi ai ribelli furono rilasciati. L'assemblea emanò presto un severo codice degli schiavi, in vigore fino al 1865.»